# Quebrada de Socaire
Quebrada de Socaire är ett periodiskt vattendrag i Chile.   Det ligger i regionen Región de Antofagasta, i den norra delen av landet, 1 100 km norr om huvudstaden Santiago de Chile.
Omgivningen kring Quebrada de Socaire är ofruktbar med liten eller ingen växtlighet och området är nästan obefolkat, med mindre än två invånare per kvadratkilometer.